# KIR3DL2
KIR3DL2 (англ. Killer cell immunoglobulin-like receptor 3DL2; CD158k) — мембранный белок семейства иммуноглобулино-подобных рецепторов, представленных на естественных киллерах. Продукт гена человека KIR3DL2.

## Функции
KIR3DL2 — мембранный гликопротеин из семейства иммуноглобулино-подобных рецепторов естественных киллеров KIR. Гены этого семейства — полиморфные и высокогомологичные, расположены у человека на участке 19-й хромосомы 19q13.4 в границах 1 Mb лейкоцитарного рецепторного комплекса LRC. Белки KIR кклассифицируются по числу внеклеточных иммуноглобулиновых доменов (2D или 3D) и по длинному (L) либо короткому (S) цитоплазматическому участку. Белки с длинным цитоплазматическим доменом передают ингибирующий сигнал после связывания с лигандом, что опосредовано ингибирующим ITIM-мотивом рецептора, тагда как рецепторы с коротким цитоплазматическим доменом не содержат ITIM-мотив и ассоциированы с белком, связывающим протеинтирозинкиназу TYRO, который переносит активирующий сигнал. Лиганды нескольких рецепторов KIR — тяжёлые цепи HLA из некоторых подтипов главного комплекса гистосовместимости класса I МНС-I. Таким образом рецепторы этого семейства играют важную роль в регуляции иммунного ответа.
KIR3DL2 экспрессирован на естественных киллерах и T-лимфоцитах. Является рецептором аллели человеческого лейкоцитарного антигена HLA-F главного комплекса гистосовместимости класса МНС-I. При связывании с пептид-свободной открытой формой HLA-F KIR3DL2 отрицательно регулирует естественные киллеры и T-клетки. Функционирует как рецептор к HLA-F на астроцитах и защищает моторные нейроны от токсичности, индуцируемой астроцитами.

## Структура
KIR2DS4 включает 455 аминокислоты, молекулярная масса — 50,2 кДа. Описано по крайней мере 2 изоформы гликопротеина, однако предположительно может существовать до 32 изоформ белка.